# 水循環

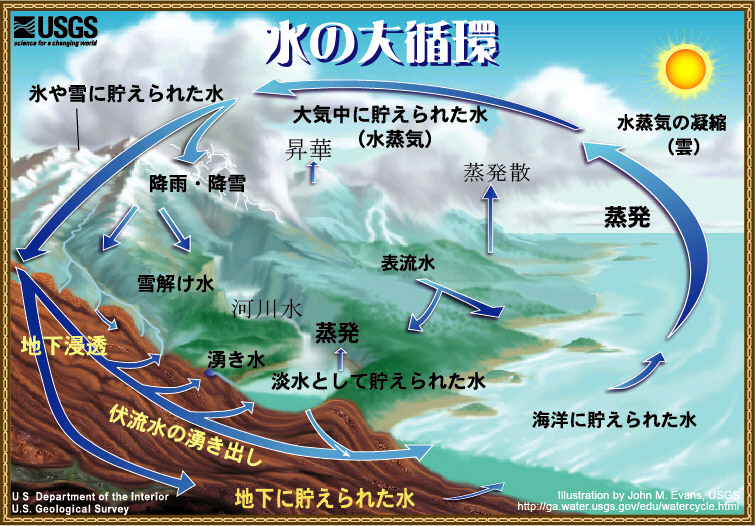
水循環のモデル図

水循環（みずじゅんかん）とは、太陽エネルギーを主因として引き起こされる、地球における継続的な水の循環のこと。固相・液相・気相間で相互に状態を変化させながら、蒸発・降水・地表水・土壌への浸透などを経て、水は地球上を絶えず循環している。
水文学的循環と呼ばれることもある。

## 水循環のプロセス
水循環の主要な流れは、「蒸発散 - 凝結 - 雲の形成 - 降水 - 流出」である。太陽エネルギーと重力により、このサイクルが止めどなく繰り返される。
なお、降水のうち、河川となって、海へ戻るのは、全体の三分の一であって、残りは、再び蒸発して、大気中に溶け込んでいるとする見解がある。
蒸発
蒸発とは、地表部の水（地表水）が水蒸気へと変化する現象のこと。蒸発の主となるエネルギー源は太陽放射である。植物を介した蒸発は蒸散というが、蒸発と密接に関係しているため、合わせて蒸発散と呼ぶこともある。大気中に含まれる水の90 %は蒸発によるもので、残りの10 %は蒸散によるものである。
凝結・凝固
凝結とは、空気中の水蒸気が雲や霧を形成しながら液体へと相転移することを指す。いわゆる暖かい雨の場合は凝結のみだが、冷たい雨の場合は低温の環境下において凝固（凍結）して固体へとさらに相転移する。また、量としては少ないが、凝結した後すぐ生物に利用されたり地中に浸透する露（結露）という形態もある。
昇華
昇華とは、液体を経由せず、固体 - 気体間で状態変化する現象である。氷河では固体から気体への昇華が起こっている。また、気体から直接固体となる現象（霜、氷霧など）も含む。
移流
移流とは、その相を問わず、大気中を水が移動する現象のことを指す。地表の70.6 %を占める海は蒸発源の86 %を占める大リザーバー（後述）であり、海上で蒸発した水が移流によって陸地まで移動することでもたらされる水の量は多い。
降水
降水とは、雨雲となった水が降り注ぐことである。降水現象は雨として生じることが最も多いが、雪やあられ、みぞれ、雹（ひょう）などの状態で降り注ぐこともある。地球全体で約 4×1014 m3/年と推定される。
地表流
地表流とは、高低差にしたがって地表を流れる地表水のことで、表流水とも呼ぶ。川などもこの地表流に該当する。地表を流れながら、水は地中に浸透し、空気中に蒸発し、湖沼や他のリザーバーに貯えられ、そして農業や工業に利用される。
積雪（堆積）
寒冷地では、雪は融けずに堆積していく。すぐに融解するものもあるが、冬季の間残る根雪、年をまたいで残る万年雪があり、万年雪は毎年の新雪に圧縮されていって固結し、氷河となる。

浸透・涵養
水循環における浸透とは、水が地中にしみ込む現象のこと。浸透速度はその土壌が既に含んでいる水分の量、ならびに浸透能に左右される。地下水の帯水層へ水が供給される現象は、涵養と言う。
融雪
雪解けに伴い、地表流が発生する。
地下流
地下流とは、地下の帯水層における地下水の流れのこと。地下流となった水は湧水などのかたちで再び地表に戻るほか、最終的には海に浸出する。地下流の流速は遅いため、大規模な帯水層の地下水にあっては、何千年にもわたって滞留することもある。

## リザーバー
| 貯水空間 | 貯水量 （× 106 km3） | 全体に占める割合（%） |
| 海洋     | 1370                 | 97.25                 |
| 氷河など | 29                   | 2.05                  |
| 地下水   | 9.5                  | 0.68                  |
| 湖沼     | 0.125                | 0.01                  |
| 土壌     | 0.065                | 0.005                 |
| 大気中   | 0.013                | 0.001                 |
| 河川     | 0.0017               | 0.0001                |
| 生物圏   | 0.0006               | 0.00004               |

水文学におけるリザーバー（レザヴォア）とは、水循環の過程で水が存在する各空間を表す言葉である。水の最大のリザーバーは海であり、地球上の水の約97 %が存在する。次に大きなリザーバーは氷冠や氷河で、約2 %の水が存在する。また、生物の体内に存在する水の割合が最も小さい。

## 質量保存の法則
| 流動量                            | 年平均（× 10 km3/年） |
| 陸地への降水量                    | 107                   |
| 陸地からの蒸発量                  | 71                    |
| 地表流量 ならびに地下水となる水量 | 36                    |
| 海洋への降水量                    | 398                   |
| 海洋からの蒸発量                  | 434                   |

水循環における水の総量もしくは総重量、ならびに各リザーバーにおける水量は基本的には一定である。これはつまり、単位時間中に各リザーバーに流入する水量と、流出する水量が等しいことを意味する。
右の表は陸地と海洋における水の入出量を表したものである。例えば、年107×103 km3 の水が降雨として地表に降り注ぐとき、陸地から蒸発した水量71×103 km3 と、地表流や浸透して地下水となる水量36×103 km3 の合計は等しい。

## 滞留時間
| リザーバー | 滞留時間   |
| 海洋       | 3,200 年   |
| 氷河       | 20～100 年 |
| 季節的な雪 | 2～6ヶ月   |
| 土壌中     | 1～2ヶ月   |
| 浅層地下水 | 100～200年 |
| 深層地下水 | 10,000年   |
| 湖沼       | 50～100年  |
| 河川       | 2～6ヶ月   |
| 大気       | 9日        |

水循環における滞留時間とは、水一分子が各リザーバーに滞留する平均時間のことである。
地下水は10,000年以上地下に留まっていることがあり、特にその期間が長い物は化石水と呼ばれる。水が土壌中にある期間はごく短い。これは、土壌が薄く広がっていて、容易に大気中に蒸発したり、河川などに流れでたり、地下水となったりするためである。蒸発して水蒸気となった水はおよそ9日ほどで凝結し、降雨などの形をとって再び地表に降り注ぐ。
水文学において、各リザーバーにおける水の滞留時間を推定する方法は概して2つある。広く用いられている方法は質量保存の法則に基づくもので、各リザーバーの容量がおよそ一定であると仮定したうえで、その推定容量を各リザーバーにおける流入量で割って滞留時間を算出する。概念的には、全く水が流出しない状況下で、各リザーバーの容量を空の状態から満たすのに必要な時間を計算したものと考えればよい。
もう一つの方法は放射性同位元素（ラジオアイソトープ）を用いるもので、同位体水文学の領域である。地下水の滞留時間計算においては、この方法が採られることが多くなってきている。

## 気候調節
地球上の蒸発の86 %は海洋で起こるが、その際気化熱によって温度を下げる。水循環の効果がなければ、地表の温度は摂氏67度まで上昇するとNASAは予測している。
太陽エネルギーの多くは赤道付近（熱帯）の海水温を上昇させる。蒸発した水分は風によって運ばれ、主に熱帯収束帯で凝結し雨となって降り注ぐ。この際、熱を放出する。さらにこの熱が蒸発を引き起こすという具合で、大気循環が起こっている。

## 水循環の変化
ここ一世紀以上にわたって、水循環の周期は加速している。つまり、蒸発量と降水量がともに増えているのである。これは気温の上昇が蒸発を促進することに起因するもので、地球温暖化の影響として予想されていた。
氷河の後退も水循環の変化の一例である。降水による氷河への水の供給量が融解や昇華による減少量に追いつかなくなってきている。
水循環に影響を及ぼす人間の活動としては、
- 農業
- ダムの建設
- 森林伐採や造林
- 地下水のくみ上げ
- 河川からの取水
- 都市化

などが挙げられる。

## 生物地球化学的循環
水循環は生物地球化学的循環の一つであるが、生態系における他の物質循環には炭素循環や窒素循環などがある。
水が地球表面を流れるにつれ、土壌や鉱物、水溶性物質などをともに運ぶ。陸地から流れ来る地表流によって海には絶え間なく塩分（塩イオン）が注ぎ込まれているが、水が海から蒸発する際、塩分はそのまま海水中に残る。このため、一般的に海水の塩分濃度は上昇する傾向にある。
ヒトの体液塩分濃度は約0.9%に保たれているが、これは進化の過程で、脊椎動物が陸生化した当時の海水濃度にその浸透圧調整能を固定化したためである。その後海水濃度は上昇し、現在は約3.5%である。